# Lago di Prizzi
Der Lago Prizzi ist ein künstlich angelegter See in der Metropolitanstadt Palermo, Sizilien, Italien. 
Er befindet sich zwischen den Bergen Monte dei Cavalli (1007 Meter) und Cozzo di Palma (788 Meter). Direkt über dem See liegt die namensgebende Stadt Prizzi.
Der Stausee wurde in den 1940er Jahren erbaut.